# Список 25 лидеров женской НБА по перехватам за всю историю лиги

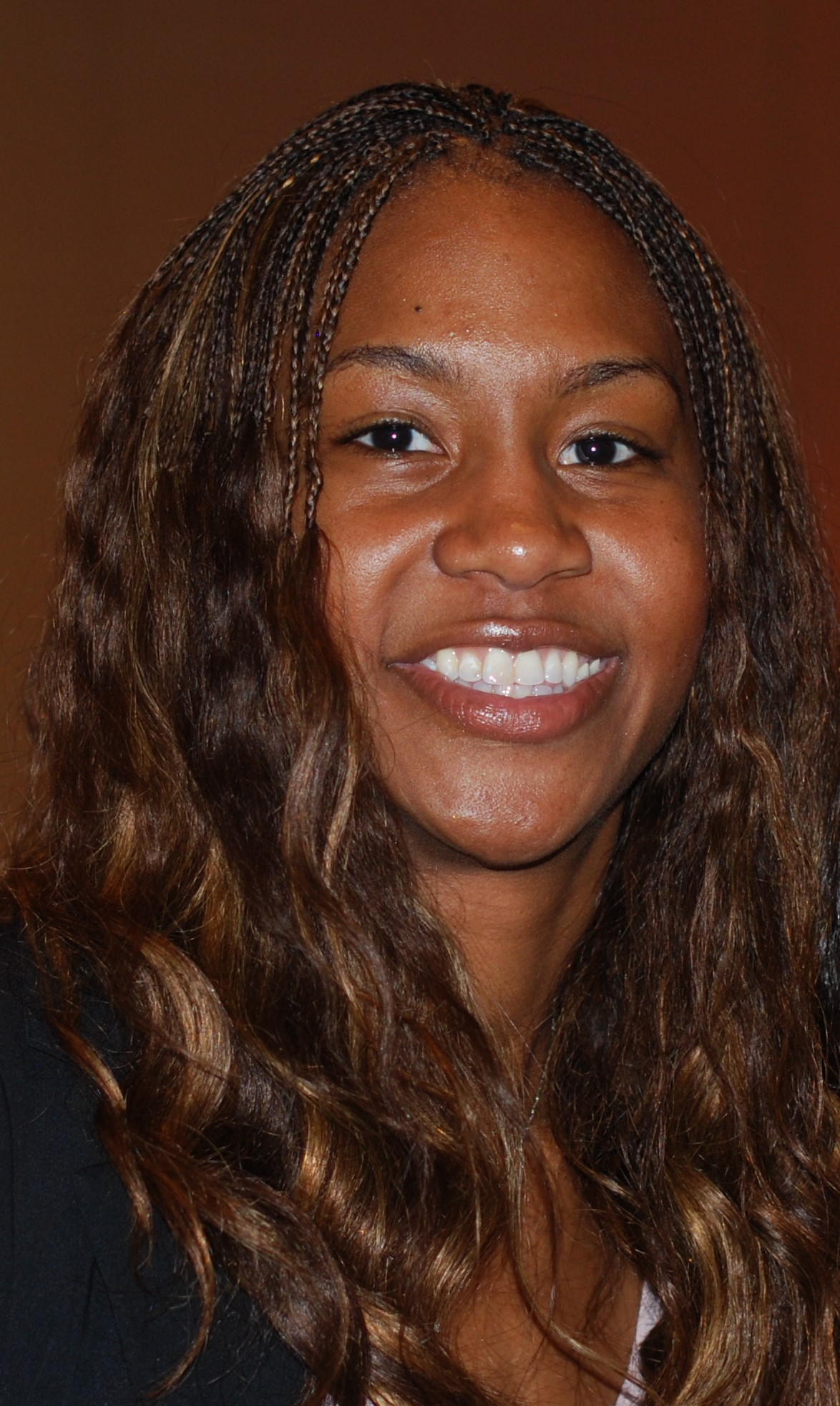
Тамика Кэтчингс — лидер женской НБА по перехватам за всю историю ассоциации

Этот список содержит 25 игроков, набравших наибольшее количество перехватов в играх регулярных сезонов Женской национальной баскетбольной ассоциации за карьеру.
В баскетболе «перехват» означает действия игрока обороны по овладению мячом, которые выполняются при броске или передаче игроков атаки. При утрате контроля над мячом атакующей команде вследствие перехвата защитниками соперника в статистическом отчёте матча записывается потеря. После перехвата мяча защищающаяся команда переходит в быстрый прорыв и набирает «лёгкие» очки. Только одна баскетболистка на данный момент сделала более 1000 перехватов, два игрока преодолели рубеж в 750 баллов и 19 человек имеют в своём активе больше 500 перехватов.
Единственной баскетболисткой, преодолевшей отметку в 1000 перехватов, является Тамика Кэтчингс, которая добилась этого результата в сезоне 2015 года. Она закончила свою профессиональную карьеру по окончании следующего сезона, прервав в итоге 1074 атаки соперника. Остальные игроки женской НБА в данном статистическом показателе намного отстают от лидера. Идущая второй Тиша Пенишейру, которая сама в течение почти четырёх сезонов лидировала в этой номинации, отстаёт от Кэтчингс больше чем на 300 перехватов. Тамика обогнала её сезоне 2011 года и сразу же стала стремительно отрываться, а Тиша завершила свои выступления в следующем сезоне с результатом в 764 балла. В сезоне 2022 года на третье место вышла Сью Бёрд, которая завершила свою профессиональную карьеру по его завершении, прервав 724 атаки на своё кольцо. Занимающая четвёртое место Алана Бирд завершила свою спортивную карьеру после окончания сезона 2019 года, набрав в конечном итоге 709 перехватов. Лидировавшая до Пенишейру по этому показателю Шерил Свупс имеет в своём активе 657 баллов.
Лидером по среднему показателю за игру на данный момент также является Тамика Кэтчингс, которая по завершении карьеры имеет в своём активе результат в 2,35 перехвата в среднем за матч. Второе место в этой номинации занимает Шерил Свупс, которая по итогам своих выступлений делала по 2,03 перехвата в среднем за встречу. На третьем месте идёт Энджел Маккатри, показатель которой в настоящее время составляет 2,02 балла в среднем за игру.
В данный список входят четыре действующих баскетболистки, а самой результативной из них является Ннека Огвумике, занимающая пока одиннадцатое место.

## Легенда к списку
| Поз.    | З        | Ф       | Ц         | SPG                           | Прим.      |
| Позиция | Защитник | Форвард | Центровая | Количество перехватов за игру | Примечания |

| ^ | Отмечены игроки, выступающие в ВНБА по сей день                                       |
| * | Избраны в Зал славы баскетбола                                                        |
|   | Недавно закончила карьеру, но пока не избрана в Зал славы                             |
|   | Завершила спортивную карьеру более 10 лет назад, но так и не была избрана в Зал славы |

## Список
По состоянию на 20 сентября 2024 года (на момент окончания сезона 2024 года, следующий сезон стартует в мае 2025 года)
| Место | Игрок               | Фото | Поз. | Год рождения | Клубы (годы) | Всего перехватов | Игр сыграно | Перехватов за игру | Зал славы | Прим.         |
| ----- | ------------------- | ---- | ---- | ------------ | --- | ---------------- | ----------- | ------------------ | --------- | ------------- |
| 1     | Тамика Кэтчингс*    |      | Ф    | 1979         | Индиана Фивер (2002—2016) | 1074             | 457         | 2,35               | 2020      | [ 4 ] [ 5 ]   |
| 2     | Тиша Пенишейру      |      | З    | 1974         | Сакраменто Монархс (1998—2009) Лос-Анджелес Спаркс (2010—2011) Чикаго Скай (2012) | 764              | 454         | 1,68               |           | [ 6 ] [ 7 ]   |
| 3     | Сью Бёрд*           |      | З    | 1980         | Сиэтл Шторм (2002—2012, 2014—2018, 2020—2022) | 724              | 580         | 1,25               |           | [ 8 ] [ 9 ]   |
| 4     | Алана Бирд          |      | З/Ф  | 1982         | Вашингтон Мистикс (2004—2009) Лос-Анджелес Спаркс (2012—2019) | 709              | 420         | 1,69               |           | [ 10 ] [ 11 ] |
| 5     | Шерил Свупс*        |      | Ф/З  | 1971         | Хьюстон Кометс (1997—2000, 2002—2007) Сиэтл Шторм (2008) Талса Шок (2011) | 657              | 324         | 2,03               | 2016      | [ 13 ] [ 14 ] |
| 6     | Джиа Перкинс        |      | З    | 1982         | Шарлотт Стинг (2004—2005) Чикаго Скай (2006—2010) Сан-Антонио Старз (2011—2015) Миннесота Линкс (2016—2017)                                                                            | 634              | 417         | 1,52               |           | [ 15 ] [ 16 ] |
| 7     | Санчо Литтл         |      | Ф/Ц  | 1983         | Хьюстон Кометс (2005—2008) Атланта Дрим (2009—2017) Финикс Меркури (2018—2019) | 630              | 392         | 1,61               |           | [ 17 ] [ 18 ] |
| 8     | Энджел Маккатри     |      | Ф    | 1986         | Атланта Дрим (2009—2016, 2018—2019) Лас-Вегас Эйсес (2020—2021) Миннесота Линкс (2022)                                                                                                 | 627              | 311         | 2,02               |           | [ 19 ] [ 20 ] |
| 9     | Кэти Дуглас         |      | З/Ф  | 1979         | Орландо Миракл (2001—2002) Коннектикут Сан (2003—2007, 2014) Индиана Фивер (2008—2013)                                                                                                 | 623              | 412         | 1,51               |           | [ 21 ] [ 22 ] |
| 10    | Делиша Милтон-Джонс |      | Ф    | 1974         | Лос-Анджелес Спаркс (1999—2004, 2008—2012) Вашингтон Мистикс (2005—2007) Сан-Антонио Силвер Старз (2013) Нью-Йорк Либерти (2013—2014) Атланта Дрим (2014—2015)                         | 619              | 499         | 1,24               |           | [ 23 ] [ 24 ] |
| 11    | Ннека Огвумике^     |      | Ф    | 1990         | Лос-Анджелес Спаркс (2012—2023) Сиэтл Шторм (2024—н.в.) | 618              | 393         | 1,57               |           | [ 25 ] [ 26 ] |
| 12    | Деванна Боннер^     |      | Ф    | 1987         | Финикс Меркури (2009—2016, 2018—2019) Коннектикут Сан (2020—2024) Индиана Фивер (2025—н.в.)                                                                                            | 603              | 502         | 1,20               |           | [ 27 ] [ 28 ] |
| 13    | Тадж Макуильямс     |      | Ф/Ц  | 1970         | Орландо Миракл (1999—2002) Коннектикут Сан (2003—2006) Лос-Анджелес Спаркс (2007) Вашингтон Мистикс (2008) Детройт Шок (2008—2009) Нью-Йорк Либерти (2010) Миннесота Линкс (2011—2012) | 580              | 440         | 1,32               |           | [ 29 ] [ 30 ] |
| 14    | Талли Бевилаква     |      | З    | 1972         | Кливленд Рокерс (1998) Портленд Файр (2000—2002) Сиэтл Шторм (2003—2004) Индиана Фивер (2005—2010) Сан-Антонио Силвер Старз (2011—2012)                                                | 573              | 426         | 1,35               |           | [ 31 ] [ 32 ] |
| 15    | Кортни Вандерслут^  |      | З    | 1989         | Чикаго Скай (2011—2022) Нью-Йорк Либерти (2023—2024) Чикаго Скай (2025—н.в.) | 533              | 429         | 1,24               |           | [ 33 ] [ 34 ] |
| 16    | Иоланда Гриффит*    |      | Ц/Ф  | 1970         | Сакраменто Монархс (1999—2007) Сиэтл Шторм (2008) Индиана Фивер (2009) | 529              | 311         | 1,70               | 2021      | [ 35 ] [ 36 ] |
| 17    | Кэндис Паркер       |      | Ф/Ц  | 1986         | Лос-Анджелес Спаркс (2008—2020) Чикаго Скай (2021—2022) Лас-Вегас Эйсес (2023) | 523              | 410         | 1,28               |           | [ 37 ] [ 38 ] |
| 18    | Дайана Таурази      |      | З/Ф  | 1982         | Финикс Меркури (2004—2014, 2016—2024) | 518              | 565         | 0,92               |           | [ 39 ] [ 40 ] |
| 19    | Линдсей Уэйлен*     |      | З    | 1982         | Коннектикут Сан (2004—2009) Миннесота Линкс (2010—2018) | 501              | 480         | 1,04               | 2022      | [ 41 ] [ 42 ] |
| 20    | Алисса Томас^       |      | Ф    | 1992         | Коннектикут Сан (2014—2024) Финикс Меркури (2025—н.в.) | 494              | 320         | 1,54               |           | [ 43 ] [ 44 ] |
| 20    | Шэннон Джонсон      |      | З    | 1974         | Орландо Миракл (1999—2002) Коннектикут Сан (2003) Сан-Антонио Силвер Старз (2004—2006) Детройт Шок (2007) Хьюстон Кометс (2008) Сиэтл Шторм (2009)                                     | 494              | 352         | 1,40               |           | [ 45 ] [ 46 ] |
| 22    | Лиза Лесли*         |      | Ц    | 1972         | Лос-Анджелес Спаркс (1997—2006, 2008—2009) | 492              | 363         | 1,36               | 2015      | [ 47 ] [ 48 ] |
| 23    | Никеша Сейлс        |      | Ф/З  | 1976         | Орландо Миракл (1999—2002) Коннектикут Сан (2003—2007) | 490              | 278         | 1,76               |           | [ 49 ] [ 50 ] |
| 23    | Сильвия Фаулз*      |      | Ц    | 1985         | Чикаго Скай (2008—2014) Миннесота Линкс (2015—2022) | 490              | 408         | 1,20               |           | [ 51 ] [ 52 ] |
| 25    | Бекки Хэммон*       |      | З    | 1977         | Нью-Йорк Либерти (1999—2006) Сан-Антонио Старз (2007—2014) | 488              | 450         | 1,08               | 2023      | [ 53 ] [ 54 ] |

## Комментарии
1. ↑  Игроки ВНБА включаются в Зал славы баскетбола не ранее, чем через 5 полных лет после окончания карьеры[2], а с 2016 года этот период был сокращён до четырёх лет[3].
2. ↑  Это список ВНБА, и в него не входят сезоны, проведённые игроками в других лигах, таких как АБЛ и прочие.
3. ↑  Количество сделанных перехватов в среднем за игру, округляется до сотых.